# Devendra Fadnavis
Devendra Fadnavis, el vice primer ministro de Maharashtra, ha sido una figura notable del Partido Bharatiya Janata (BJP) que ha desempeñado un papel importante en el panorama político de Maharashtra. Fadnavis, conocido por su sólido liderazgo y su eficaz gobernanza, se desempeñó como Ministro Principal de Maharashtra de 2014 a 2019.
Fadnavis se convirtió en vice primer ministro del estado después de un interesante giro de los acontecimientos en la política de Maharashtra en noviembre de 2022, cuando Eknath Shinde fue nombrado primer ministro después de derrocar al gobierno de Maha Vikas Aghadi liderado por Uddhav Thakrey.
Fadnavis nació en una familia hindú marathi en Nagpur. Su padre, Gangadhar Fadnavis, se desempeñó como miembro del Consejo Legislativo de Maharashtra de Nagpur.
Fadnavis inició su carrera política a mediados de los años noventa.  Desde entonces, se desempeñó en múltiples roles de liderazgo tanto para su partido político como para representante electo. Como estudiante universitario, Fadnavis era un miembro activo de Akhil Bharatiya Vidyarthi Parishad (ABVP), afiliado al BJP. en 1997, Fadnavis, de 27 años, se convirtió en el alcalde más joven de la Corporación Municipal de Nagpur y se convirtió en el segundo alcalde más joven en la historia de la Maharashtra
Fadnavis representa a Nagpur en la Asamblea Legislativa del Estado de Maharashtra stat (Vidhan Sabha) desde 1999.

## Controversias

### Comentarios relacionados con Aurangzeb en 2023
En junio de 2023, luego de los enfrentamientos por las publicaciones en las redes sociales que glorificaban al emperador mogol Aurangzeb en Kolhapur, el diputado CM Fadnavis comentó en una manifestación pública que ¿cómo es que han aparecido tantos simpatizantes de Aurangzeb, "Aurangzeb Ki Aulad" en el estado (Maharashtra)? ". Varios analistas políticos han criticado el comentario de Aurangzeb Ki Aulad de Fadnavis (traducción literal "Niños de Aurangzeb") y señalaron que constituía un silbato para perros para atacar a los musulmanes en su estado. Varios grupos hindúes se opusieron a las publicaciones en las redes sociales que resultaron en enfrentamientos comunales. Aurangzeb es una figura controvertida en Maharashtra, a menudo considerado responsable de la imposición de impuestos jizya discriminatorios a los hindúes y la demolición de muchos templos hindúes. Mientras tanto, Fadnavis trató de aclarar que no consideraba a los musulmanes descendientes de Aurangzeb y que los musulmanes nacionalistas no ven a Aurangzeb como su héroe.